# Olympische Sommerspiele 1964/Teilnehmer (Thailand)
| Gelbes Symbol für Goldmedaillen mit stilisierten Olympischen Ringen | Graues Symbol für Silbermedaillen mit stilisierten Olympischen Ringen | Braundes Symbol für Bronzemedaillen mit stilisierten Olympischen Ringen |
| ------------------------------------------------------------------- | --------------------------------------------------------------------- | ----------------------------------------------------------------------- |
| —                                                                   | —                                                                     | —                                                                       |

Die thailändische Mannschaft nahm an den Olympischen Sommerspielen 1964 in Tokio mit einer Delegation von 54 Athleten – sieben Frauen und 47 Männer – an 41 Wettkämpfen in acht Sportarten teil. Sie gewannen dabei keine Medaille.

## Teilnehmerinnen und Teilnehmer nach Sportarten

### Boxen
Fliegengewicht
- Veerapan Komolsen schied in der 32er-Runde gegen den Briten John McCluskey mit 1:4 Punkten aus.

Bantamgewicht
- Cherdchai Udompaichitkul (th.: เชิดชัย อุดมไพจิตรกุล) schied in der 32er-Runde gegen den Nigerianer Karimu Young mit 0:5 aus.

Leichtgewicht
- Niyom Prasertsom schied in der 64er-Runde gegen den Ungarn István Tóth mit 1:4 aus.

Weltergewicht
- Sukda Songsang schied in der 32er-Runde gegen den Ägypter Hussein Saddik aus.

Halbmittelgewicht
- Yot Thiancharoen schied in der 32er-Runde gegen den US-Amerikaner Tolman Gibson aus.

### Gewichtheben
Bantamgewicht
- Chaiya Sukchinda: Platz 18 - 302,5 kg (87,5 kg/90,0 kg/120,0 kg)
- Sermbhan Chongrak: Wettkampf nicht beendet (90,0 kg/-/-)

Federgewicht
- Snan Tiamsert: Wettkampf nicht beendet (80,0 kg/-/-)

Leichtgewicht
- Niras Haroon: Platz 18 - 337,5 kg (100,0 kg/100,0 kg/137,5 kg)

### Judo
Leichtgewicht
- Eiam Harssarungsri
- Udom Rasmelungom

Halbmittelgewicht
- Pipat Sinhasema

### Leichtathletik

#### Frauen
100 m
- Kusolwan Soraja: mit 12,6 s (Platz 7 im fünften Lauf) in der Vorrunde ausgeschieden

200 m
- Kusolwan Soraja: mit 26,1 s (Platz 7 im vierten Lauf) in der Vorrunde ausgeschieden

400 m
- Samroey Charanggool: mit 1:04,0 min (Platz 8 im zweiten Lauf) in der Vorrunde ausgeschieden

4 × 100 m
- Preya Dechdumrong, Kusolwan Soraja, Busbong Yimploy und Samroey Charanggool: mit 50,3 s (Platz 8 im zweiten Lauf) in der Vorrunde ausgeschieden

Hochsprung
- Tipapan Leenasen: Platz 25 – an der Anfangshöhe von 1,55 m gescheitert

Diskuswurf
- Pranee Kitipongpitaya: Platz 19 – 38,73 m (36,21 m/38,73 m/34,20 m), nach dem Vorkampf ausgeschieden

#### Männer
100 m
- Suthi Manyakass: mit 10,9 s (Platz 7 im zehnten Lauf) in der Vorrunde ausgeschieden

200 m
- Somsakdi Tongsuke: mit 22,6 s (Platz 8 im ersten Lauf) in der Vorrunde ausgeschieden

400 m
- Somsakdi Tongsuke: mit 48,9 s (Platz 7 im sechsten Lauf) in der Vorrunde ausgeschieden

800 m
- Nipon Pensuvabharp: mit 1:58,8 min (Platz 8 im ersten Lauf) in der Vorrunde ausgeschieden

1500 m
- Tira Klai Arngtong: mit 4:08,7 min (Platz 10 im zweiten Lauf) in der Vorrunde ausgeschieden

5000 m
- Sermsak Keocanta: mit 16:08,8 min (Platz 11 im dritten Lauf) in der Vorrunde ausgeschieden

4 × 100 m
- Taweesit Arjtaweekul, Suthi Manyakass, Maitri Vilaikit und Chalit Kanitasut: mit 41,8 s (Platz 7 im zweiten Lauf) in der Vorrunde ausgeschieden

4 × 400 m
- Somsakdi Tongsuke, Nipon Pensuvabharp, Adisorn Vitsudhamakul und Manun Bumroonspruek: mit 3:18,4 min (Platz 7 im dritten Lauf) in der Vorrunde ausgeschieden

Marathon
- Chanom Sirirangsi: Platz 58 - 2:59:25,6 h

Hochsprung
- Katesepswasdi Bhakdikul: Platz 28 – mit drei Fehlversuchen im Vorkampf ausgeschieden

### Radsport

#### Bahn
1000 m Zeitfahren
- Preeda Chullamondhol (th.: ปรีดา จุลละมณฑล): Platz 21 - 1:18,06 min

4000 m Einerverfolgung
- Samaisuk Krissanasuwan: im zehnten Vorlauf mit 6:00,76 min gegen Ronald Cassidy (Trinidad und Tobago) ausgeschieden.

4000 m Mannschaftsverfolgung
- Preeda Chullamondhol, Somchai Chantarasamrit und Samaisuk Krissanasuwan: mit 5:31,52 min im achten Vorlauf ausgeschieden.

#### Straße
Straßenrennen (194,832 km)
- Taworn Jirapan: Platz 89 - 4:39:51,83 h
- Pakdi Chillananda: Platz 91 - 4:39:51,83 h
- Chainarong Sophonpong: Rennen nicht beendet
- Vitool Charoenrut: Rennen nicht beendet

Mannschaftszeitfahren (109,893 km)
- Suwan Kerd-Orn, Vitool Charoenrut, Tarwon Jirapan und Chainarong Sophonpong: Platz 28 - 2:57:04,72 h

### Schießen
Schnellfeuerpistole
- Sumol Sumontame: Platz 30 - 575 Ringe
- Taweesak Kasiwat: Platz 35 - 571 Ringe

Freie Scheibenpistole
- Paitoon Smuthranond (ไพฑูรย์ สมุทรานนท์): Platz 39 - 518 Ringe
- Amorn Yuktanandana (อมร ยุกตะนันท์): Platz 44 - 509 Ringe

Freies Gewehr Dreistellungskampf
- Turong Tousvasu: Platz 29 - 1008 Ringe
- Chan Pancharut: Platz 30 - 1005 Ringe

Kleinkaliber Dreistellungskampf
- Krisada Arunwong: Platz 43 - 1093 Ringe
- Salai Srisathorn: Platz 47 - 1086 Ringe

Kleinkaliber liegend
- Choomphol Chaiyanitr: Platz 27 - 589 Ringe
- Hongsa Purnaveja: Platz 67 - 574 Ringe

### Schwimmen
100 m Freistil
- Somchai Limpichat: mit 59,8 s (Platz 7 im dritten Vorlauf) ausgeschieden

200 m Schmetterling
- Narong Chok-Umnuay: mit 2:32,5 min (Platz 6 im ersten Vorlauf) ausgeschieden

400 m Lagen
- Narong Chok-Umnuay: mit 5:44,1 min (Platz 8 im vierten Vorlauf) ausgeschieden

### Segeln
Finn
- Rachot Kanjanavanit: Platz 30

Drachen
- Prinz Birabongse Bhanudej: Platz 22